# ربط (إيران)
ربط (بالفارسية: ربط) هي إحدى تبعيات مدينة سردشت، محافظة أذربيجان الغربية، في إيران. يقدر عدد سكانها بـ 7,987 نسمة .